# Madagascarchaea legendrei
Espèce
Synonymes
- Archaea legendrei Platnick, 1991
- Eriauchenius legendrei (Platnick, 1991)

Madagascarchaea legendrei est une espèce d'araignées aranéomorphes de la famille des Archaeidae.

## Distribution
Cette espèce est endémique de Madagascar. Elle se rencontre dans les régions d'Atsinanana, d'Analamanga et de Vatovavy-Fitovinany.

## Description
Le mâle décrit par Wood en 2008 mesure 1,70 mm et la femelle 2,33 mm.

## Étymologie
Cette espèce est nommée en l'honneur de Roland Legendre.

## Publication originale
- Platnick, 1991 : On Malagasy Archaea (Araneae, Archaeidae). Journal of African Zoology, vol. 105, p. 135-140.